# Janno den Engelsman
Janno den Engelsman (Berg-op-Zoom, 1972) est un organiste et carillonneur néerlandais.

## Biographie

### Formation

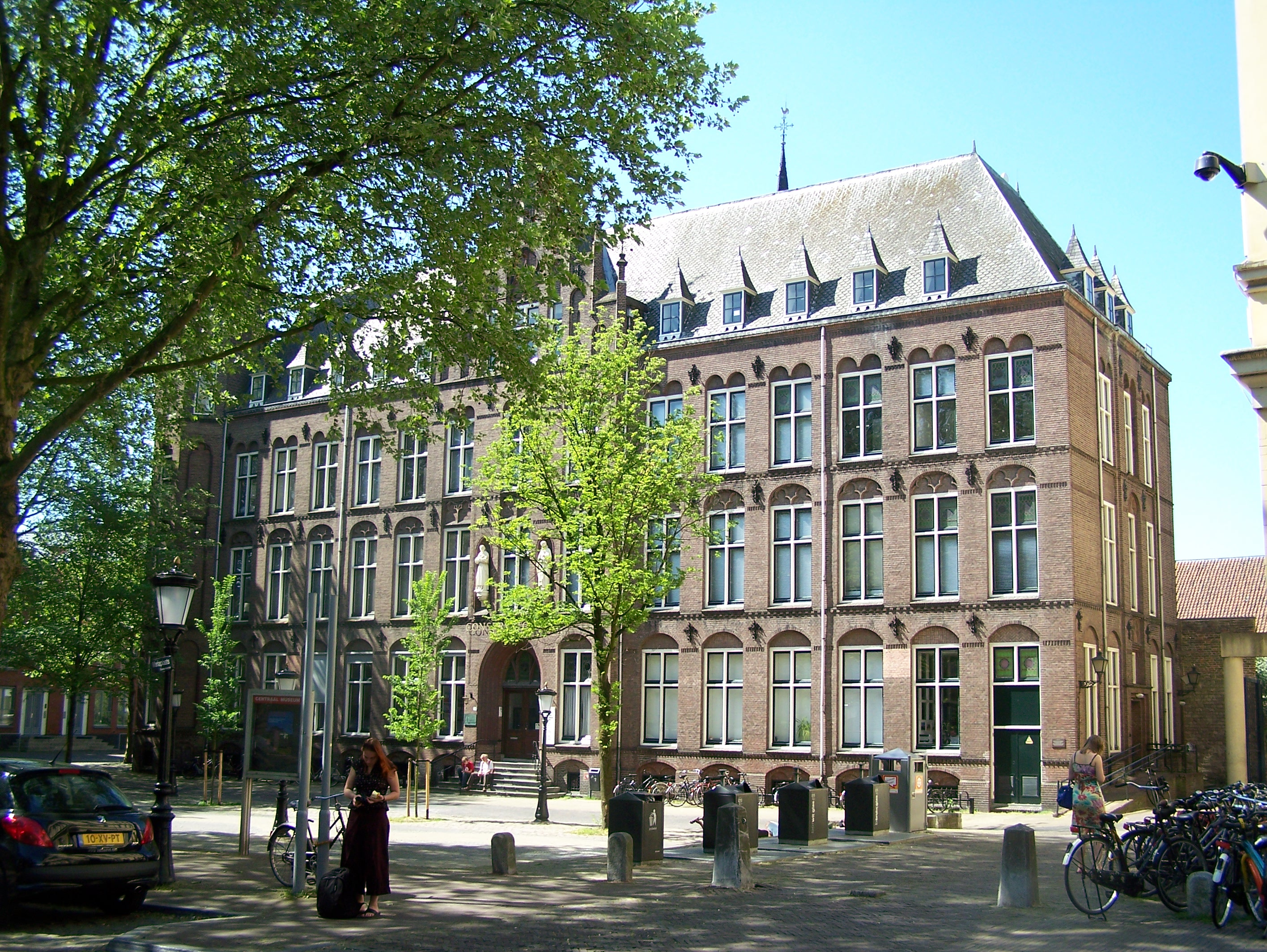
Conservatoire d'Utrecht.

Janno den Engelsman naît à Berg-op-Zoom. Il suit des études d'orgue et de musique d'église au Conservatoire d'Utrecht et prend ensuite des cours privés à Bologne auprès de Liuwe Tamminga,,,. Il se perfectionne ensuite en orgue auprès de Flip Veldmans (nl) à l'école municipale de ballet et de musique de Bergen op Zoom. Il poursuit son éducation musicale par des leçons de carillon à l'école néerlandaise de carillon d'Amersfoort avec le carillonneur belge Geert D'hollander. Il obtient en 2007 son diplôme de master de musique,.

### Carrière
Janno travaille aussi bien aux Pays-Bas qu'à l'étranger en tant qu'organiste, carillonneur et chef d'orchestre. En 2011, il effectue une tournée de récitals aux États-Unis en tant que carillonneur. Il est aussi professeur au Centre des Arts de Bergen op Zoom et, dans cette même ville, carillonneur et organiste à l'église Sainte-Gertrude (48 cloches). Il a aussi donné des cours d'orgue  dans l'ancienne église Saint-Joseph d'Utrecht.

## Distinctions
Il reçoit des prix en compétition d'orgue en 1996 à Leyde et en 2002 à Nimègue, puis le prix Sakko Culture pour les arts et lettres, pour ses activités musicales, en 2006,,.

## Discographie
- Orgel Grote of Sint Gertrudiskerk Bergen op Zoom (2012, Tulip Records 185010)[6],[7] (OCLC 875626001)
- Metamorfose[6]
- Eén verloren, één gewonnen, twee protestantse orgels in Bergen op Zoom[6]